# Los Angeles Film Critics Association Award alla miglior attrice
Il Los Angeles Film Critics Association Award alla miglior attrice (Los Angeles Film Critics Association Award for Best Actress) è un premio assegnato annualmente dal 1975 dai membri del Los Angeles Film Critics Association alla migliore attrice protagonista di una pellicola distribuita negli Stati Uniti nel corso dell'anno.

## Albo d'oro

### Anni 1970
- 1975: Florinda Bolkan - Una breve vacanza
- 1976: Liv Ullmann - L'immagine allo specchio (Ansikte mot ansikte)
- 1977: Shelley Duvall - Tre donne (3 Women)
- 1978: Jane Fonda - Tornando a casa (Coming Home), Arriva un cavaliere libero e selvaggio (Comes a Horseman) e California Suite
- 1979: Sally Field - Norma Rae

### Anni 1980
- 1980: Sissy Spacek - La ragazza di Nashville (Coal Miner's Daughter)
- 1981: Meryl Streep - La donna del tenente francese (The French Lieutenant's Woman)
- 1982: Meryl Streep - La scelta di Sophie (Sophie's Choice)
- 1983: Shirley MacLaine - Voglia di tenerezza (Terms of Endearment)
- 1984: Kathleen Turner - China Blue (Crimes of Passion) e All'inseguimento della pietra verde (Romancing the Stone)
- 1985: Meryl Streep - La mia Africa (Out of Africa)
- 1986: Sandrine Bonnaire - Senza tetto né legge (Sans toit ni loi)
- 1987: 
  - Holly Hunter - Dentro la notizia - Broadcast News (Broadcast News)
  - Sally Kirkland - Anna
- 1988: Christine Lahti - Vivere in fuga (Running on Empty)
- 1989: 
  - Andie MacDowell - Sesso, bugie e videotape (Sex, Lies, and Videotape)
  - Michelle Pfeiffer - I favolosi Baker (The Fabulous Baker Boys)

### Anni 1990
- 1990: Anjelica Huston - Rischiose abitudini (The Grifters) e Chi ha paura delle streghe? (The Witches)
- 1991: Mercedes Ruehl - La leggenda del re pescatore (The Fisher King)
- 1992: Emma Thompson - Casa Howard (Howards End)
- 1993: Holly Hunter - Lezioni di piano (The Piano)
- 1994: Jessica Lange - Blue Sky
- 1995: Elisabeth Shue - Via da Las Vegas (Leaving Las Vegas)
- 1996: Brenda Blethyn - Segreti e bugie (Secrets & Lies)
- 1997: Helena Bonham Carter - Le ali dell'amore (The Wings of the Dove)
- 1998: 
  - Fernanda Montenegro - Central do Brasil
  - Ally Sheedy - High Art
- 1999: Hilary Swank - Boys Don't Cry

### Anni 2000
- 2000: Julia Roberts - Erin Brockovich - Forte come la verità (Erin Brockovich)
- 2001: Sissy Spacek - In the Bedroom
- 2002: Julianne Moore - Lontano dal Paradiso (Far from Heaven) e The Hours
- 2003: Naomi Watts - 21 grammi (21 Grams)
- 2004: Imelda Staunton - Il segreto di Vera Drake (Vera Drake)
- 2005: Vera Farmiga - Down to the Bone
- 2006: Helen Mirren - The Queen - La regina (The Queen)
- 2007: Marion Cotillard - La vie en rose (La môme)
- 2008: Sally Hawkins - La felicità porta fortuna - Happy-Go-Lucky (Happy-Go-Lucky)
- 2009: Yolande Moreau - Séraphine

### Anni 2010
- 2010: Kim Hye-ja - Madre (Madeo)
- 2011: Yoon Jeong-hee - Poetry (Si)
- 2012: 
  - Jennifer Lawrence - Il lato positivo - Silver Linings Playbook (Silver Linings Playbook)
  - Emmanuelle Riva - Amour
- 2013: 
  - Cate Blanchett - Blue Jasmine
  - Adèle Exarchopoulos - La vita di Adele (La Vie d'Adèle – Chapitres 1 & 2)
- 2014: Patricia Arquette - Boyhood
- 2015: Charlotte Rampling - 45 anni (45 Years)
- 2016: Isabelle Huppert - Le cose che verranno (L'Avenir) ed Elle
- 2017: Sally Hawkins - La forma dell'acqua - The Shape of Water (The Shape of Water)
- 2018: Olivia Colman - La favorita (The Favourite)[1][2]
- 2019: Mary Kay Place - Diane[3]

### Anni 2020
- 2020: Carey Mulligan - Una donna promettente (Promising Young Woman)[4]
- 2021: Penélope Cruz - Madres paralelas[5]